# İlayda Akdoğan
İlayda Akdoğan (Istanbul, 21 luglio 1998) è un'attrice turca, nota per aver interpretato il ruolo di Sonay nel film Mustang, per quello di Meriem nel film My Brother, My Love e per quello di Asuman Pinar nella serie Bitter Sweet - Ingredienti d'amore (Dolunay).

## Biografia
Nata nel 1998 a Istanbul (Turchia), İlayda Akdoğan si è appassionata al mondo della recitazione sin da piccola, venendo poi scelta come attrice bambina. Nel 2004 ha fatto la sua prima apparizione sul piccolo schermo con il ruolo di Seda nella serie televisiva in onda su Show TV En İyi Arkadaşım. Nel 2005 ha recitato nella serie in onda su ATV Yumurcaklar Kampı. Nel 2007 ha recitato nella serie in onda su Star TV Sevgili Dünürüm ed ha ricoperto il ruolo di Gülay nella serie in onda su Fox Bez Bebek.
Nel 2015 è stata inclusa nel cast del film Mustang diretto da Deniz Gamze Ergüven, dove è stata una delle cinque sorelle protagoniste assieme a Güneş Şensoy, Doğa Zeynep Doğuşlu, Tuğba Sunguroğlu ed Elit İşcan. Quest'ultima interpretazione le ha fatto vincere il premio per la migliore promessa femminile alla 21ª edizione dei Premi Lumière. Nel 2016 ha ricoperto il ruolo di Eylül nella serie in onda su Show TV Oyunbozan. Nel 2016 e nel 2017 ha interpretato il ruolo di Elif nella serie in onda su Fox Umuda Kelepçe Vurulmaz.
Nel 2017 ha interpretato il ruolo di Asuman Pinar nella serie in onda su Star TV Bitter Sweet - Ingredienti d'amore (Dolunay), insieme agli attori Özge Gürel e Can Yaman. L'anno successivo, nel 2018, ha interpretato il ruolo di Meriem nel film My Brother, My Love diretto da Thomas Imbach.
Nel 2020 ha interpretato il ruolo di Syllable nella serie di Netflix L'Impero Ottomano (Rise of Empires: Ottoman). Nello stesso anno ha interpretato il ruolo di Hece nel film Masallardan Geriye Kalan diretto da Mustafa Ugur Yagcioglu. Nel 2022 ha ricoperto il ruolo di Ceyda nella serie di Disney+ La zona grigia (Ben Gri). L'anno successivo, nel 2023, ha interpretato il ruolo di Hatice / Pınar nel film di Netflix Dieci giorni tra il bene e il male (Iyi Adamin 10 Günü) e nel sequel Altri dieci giorni tra il bene e il male (Kötü Adamın 10 Günü), entrambi diretti da Uluç Bayraktar. Nel 2024, sempre per questi ultimi due film, ha recitato nel sequel Gli ultimi dieci giorni tra il bene e il male (Meraklı Adamın 10 Günü), sempre diretto da Uluç Bayraktar. Nello stesso anno ha ottenuto il ruolo di Derin Çakır nella serie in onda su Now Yabani.

## Vita privata
Dal 2020 al 2025 è stata legata sentimentalmente al giocatore di basket iraniano Roham Kabir.

## Filmografia

### Cinema
- Mustang, regia di Deniz Gamze Ergüven (2015)
- My Brother, My Love, regia di Thomas Imbach (2018)
- Masallardan Geriye Kalan, regia di Mustafa Ugur Yagcioglu (2020)
- Dieci giorni tra il bene e il male (Iyi Adamin 10 Günü), regia di Uluç Bayraktar (2023)
- Altri dieci giorni tra il bene e il male (Kötü Adamın 10 Günü), regia di Uluç Bayraktar (2023)
- Gli ultimi dieci giorni tra il bene e il male (Meraklı Adamın 10 Günü), regia Uluç Bayraktar (2024)

### Televisione
- En İyi Arkadaşım – serie TV (Show TV, 2004)
- Yumurcaklar Kampı – serie TV (ATV, 2005)
- Sevgili Dünürüm – serie TV (Star TV, 2007)
- Bez Bebek – serie TV (Fox, 2007)
- Oyunbozan – serie TV (Show TV, 2016)
- Umuda Kelepçe Vurulmaz – serie TV, 15 episodi (Fox, 2016-2017)
- Bitter Sweet - Ingredienti d'amore (Dolunay) – serie TV, 26 episodi (Star TV, 2017)
- L'Impero Ottomano (Rise of Empires: Ottoman) – serie TV, 6 episodi (Netflix, 2020)
- La zona grigia (Ben Gri) – serie TV, 8 episodi (Disney+, 2022)
- Yabani – serie TV (Now, 2024)

## Doppiatrici italiane
Nelle versioni in italiano dei suoi film e delle sue serie TV, İlayda Akdoğan è stata doppiata da:
- Emanuela Ionica[41] in Mustang[42]
- Sara Labidi[43] in Bitter Sweet - Ingredienti d'amore[44]
- Roisin Nicosia[45] ne L'Impero Ottomano[46]
- Ludovica Cuppari[47] in Dieci giorni tra il bene e il male,[48] in Altri dieci giorni tra il bene e il male,[49] ne Gli ultimi dieci giorni tra il bene e il male[50]

## Riconoscimenti
- CinEuphoria Awards
  - 2017: Vincitrice del Premio Onorario Libertà di Espressione per il film Mustang
- International Film Festival of India
  - 2015: Vincitrice come Miglior attrice per il film Mustang
- Premio Lumière, Francia
  - 2016: Vincitrice come Attrice più promettente per il film Mustang
- Sadri Alisik Theatre and Cinema Awards
  - 2016: Vincitrice del Premio speciale della giuria per il film Mustang
- Sakhalin International Film Festival
  - 2015: Vincitrice del Premio speciale della giuria per il film Mustang
- Sarajevo Film Festival
  - 2015: Vincitrice come Miglior attrice per il film Mustang